# Одеса
Вижте пояснителната страница за други значения на Одеса.
Одеса (на украински: Одеса) е град в Украйна на Черно море.
Той е административен и културен център на Одеска област, с голямо пристанище. Населението на града е 1 010 537 души (2022), а в рамките на одеската агломерация живеят 1 378 490 души към 2022 г. 
След Втората световна война, през 1945 г., е обявен е за градгерой от правителството на СССР.

## История
През 14 век кримските татари търгуват в района на Одеса. По време на Руско-турската война (1787 – 1792 г.) г. украинските причерноморски казаци завладяват татарското селище Хаджибей (на турски: Hacıbey) и турската крепост Ени Дуния близо до днешния град.
Одеса е официално основана през 1794 г. като руска военноморска крепост в земите, присъединени от Османската империя в резултат на Яшкия мирен договор от 1792 г. Градът е наречен на древната гръцка колония Одесос, която по онова време неправилно е локализирана в района на новия град. По това време на престола на Руската империя е Екатерина II.
През първите години след основаването на града в него има значителна гръцка общност, както и много българи.
Французинът Арман-Еманюел дю Плеси дьо Ришельо е управител на Одеса през 1803 – 1814 г. Избягал от Френската революция, той служи във войската на императрица Екатерина II срещу турците. На него градът дължи своето първо градоустройство, нареждан е сред бащите на Одеса.
По време на Кримската война (1853 – 1856 г.) Одеса е атакувана от британските и френските военноморски сили. На 2 февруари 1854 г. в Одеса е създадена българската имигрантска организация Одеско настоятелство.
Градът става най-важното пристанище, изнасящо зърнени храни. През 1866 г. е изградена железопътна линия до Киев, Харков и Яш.
През XVIII и XIX век голяма еврейска общност от западните краища на страната се заселва в Одеса, като така градът застава на 1-во място по брой на евреите сред големите градове в Руската империя. По време на пребиваването си през 1886 – 1889 г. в Одеса Иван Вазов пише първия български роман „Под игото“, издаден през 1894 г.
През 1905 г. в Одеса избухва работническо въстание, подкрепено от екипажа на руския броненосец „Потьомкин“ и Лениновата „Искра“. След болшевишката революция от 1917 г. градът е окупиран от няколко военни сили, включително украинската Централна рада, френските, руските червени и бели войски. Накрая през 1920 г. Червената армия овладява Одеса и я обединява с Украинската ССР, която по-късно става учредителка на СССР. През 1921 – 1922 г. градът преживява масов глад, породен от Гражданската война.
През Втората световна война от 1941 до 1944 г. Одеса е окупирана от румънски и германски войски. Градът пада през октомври 1941 г. след на Обсадата на Одеса. Около 280 хил. одесити са убити или депортирани.
На 22 и 23 октомври 1941 г. румънската армия разстрелва 5000 и изгаря 19 000 евреи по разпореждане на диктатора Йон Антонеску. Градът е освободен от Съветската армия през април 1944 г. Той е сред първите 4 града, наградени със званието „град герой“ през 1945 г.
През 1960-те и 1970-те години градът се разраства значително. През 1970-те и 1990-те години голяма част от одеските евреи емигрират в Израел, САЩ и в други западни държави, изоставяйки цели жилищни комплекси. Вътрешната миграция към Москва и Ленинград също е голяма, като там се образуват одески общности.

## География
Климат
Времето е меко и сухо, като средната януарска температура е −2 °C, а средната юлска – 22 °C. Валежите са само 350 мм годишно.

## Население
Одеса е 5-ият по население град в Украйна и най-важният търговски център за страната; в Руската империя през 19 век е 4-ти по население (след Москва, Санкт Петербург и Киев), достигайки до 3-то място през 1910 г.
Брой на населението:
- 1750 г. – 2000 души
- 1795 г. – 2250 души
- 1802 г. – 9000 души
- 1814 г. – 20 000 души
- 1832 г. – 60 000 души
- 1850 г. – 100 000 души
- 1900 г. – 400 000 души
- 1910 г. – 500 000 души
- 1974 г. – 1 000 000 души
- 2001 г. – 1 010 300 души
- 2006 г. – 993 000 души
- 2007 г. – 1 000 270

### Етнически състав
Според преброяването на населението през 2001 г. по-голяма част от населението на града са украинци – 61,65%, значителен дял от населението му са руснаци – 28,89%, останалите етнически групи по отделно съставляват не повече от два процента от населението: българи – 1,31%, евреи – 1,22%, молдовци – 0,75%, беларуси – 0,63%, арменци – 0,43% и др. В сравнение с предходните преброявания на населението делът на евреите намалява значително, от 36,7% през 1926 г. на 16,2% през 1959 г., съответно при украинците от 17,6% на 41,5%, и от 39,0% на 37,1% при руснаците.
Численост и дял на етническите групи според преброяването на населението през 2001 г.:
| Етническа група            | Численост | Дял (в %) |
| -------------------------- | --------- | --------- |
| Общо                       | 1 010 298 | 100,00    |
| Украинци                   | 622 935   | 61,65     |
| Руснаци                    | 291 908   | 28,89     |
| Българи                    | 13 331    | 1,31      |
| Евреи                      | 12 368    | 1,22      |
| Молдовци                   | 7606      | 0,75      |
| Беларуси                   | 6401      | 0,63      |
| Арменци                    | 4374      | 0,43      |
| Поляци                     | 2058      | 0,20      |
| Грузинци                   | 1948      | 0,19      |
| Азербайджанци              | 1865      | 0,18      |
| Татари                     | 1450      | 0,14      |
| Гагаузи                    | 1399      | 0,13      |
| Араби                      | 1066      | 0,10      |
| Германци                   | 943       | 0,09      |
| Гърци                      | 894       | 0,08      |
| Цигани                     | 842       | 0,08      |
| Китайци                    | 380       | 0,03      |
| Узбеки                     | 353       | 0,03      |
| Народи от Индия и Пакистан | 339       | 0,03      |
| Виатнамци                  | 338       | 0,03      |
| Осетинци                   | 283       | 0,02      |
| Литовци                    | 265       | 0,02      |
| Корейци                    | 233       | 0,02      |
| Чуваши                     | 228       | 0,02      |
| Чеченци                    | 223       | 0,02      |
| Таджики                    | 208       | 0,02      |
| Латвийци                   | 205       | 0,02      |
| Пущуни                     | 195       | 0,01      |
| Абхазци                    | 186       | 0,01      |
| Казахи                     | 185       | 0,01      |
| Туркмени                   | 168       | 0,01      |
| Мордовци                   | 159       | 0,01      |
| Чехи                       | 154       | 0,01      |
| Румънци                    | 152       | 0,01      |
| Лезгинци                   | 136       | 0,01      |
| Албанци                    | 135       | 0,01      |
| Башкири                    | 131       | 0,01      |
| Аварци                     | 98        |           |
| Естонци                    | 98        |           |
| Унгарци                    | 85        |           |
| Марийци                    | 82        |           |
| Турци                      | 77        |           |
| Удмурти                    | 73        |           |
| Даргинци                   | 71        |           |
| Асирийци                   | 60        |           |
| Сърби                      | 50        |           |
| Кюрди                      | 49        |           |
| Ороки                      | 46        |           |
| Американци                 | 45        |           |
| Караимци                   | 45        |           |
| Персийци                   | 40        |           |
| Комийци                    | 45        |           |
| Карели                     | 38        |           |
| Нивхи                      | 38        |           |
| Испанци                    | 36        |           |
| Киргизи                    | 35        |           |
| Лакци                      | 31        |           |
| Финландци                  | 31        |           |
| Калмики                    | 31        |           |
| Ингуши                     | 23        |           |
| Италианци                  | 20        |           |
| Кабардинци                 | 20        |           |
| Словаци                    | 19        |           |
| Табасаранци                | 19        |           |
| Кубинци                    | 18        |           |
| Орочи                      | 18        |           |
| Саами                      | 18        |           |
| Французи                   | 18        |           |
| Коми–пермци                | 17        |           |
| Ливонци                    | 15        |           |
| Ненци                      | 14        |           |
| Англичани                  | 12        |           |
| Карачаевци                 | 12        |           |
| Ногайци                    | 11        |           |
| Татци                      | 11        |           |
| Адигейци                   | 10        |           |
| Други                      | 283       | 0,02      |
| Неопределени               | 32 492    | 3,21      |

## Управление
Управлението на града се осъществява от Одеския градски съвет (градски парламент) и кмета. Изпълнителен орган е Изпълнителният комитет (изпълком) на градския съвет.
Градът се дели на 4 административни района: Киевски, Малиновски, Приморски, Суворовски.

## Икономика
Днес пристанището в Одеса е важен елемент от икономиката на града.
Основна статия: Пристанище Одеса.
В Одеска област се намират 3-те най-големи пристанища на Украйна, образуващи транспортен възел, свързан и по железен път: в самата Одеса, в гр. Черноморск – на югозапад, в гр. Южне  на североизток.
Нефтопреработващите и химическите заводи в Одеса са свързани със съответните мрежи в Русия и Европейския съюз чрез стратегически нефтопроводи.
След рухването на комунизма през 1991 г. градът остава в получилата независимост Украйна. В града са развити корабостроенето, преработката на нефт, химическата промишленост, металообработването и хранително-вкусовата промишленост. В града има военноморска база.
В Одеса има трамваен, тролейбусен, автобусен транспорт, таксита, катери, фуникульор, планира се изграждане на метро.

## Култура
Старата му архитектура наподобява повече средиземноморската, отколкото руската, тъй като ѝ има френско и италианско влияние. Семейството на Лев Толстой притежава дворец в града, който съществува и днес.
По-голямата част от къщите са направени от варовик, добиван от разположеното наблизо находище. Изоставените мини са по-късно използвани и разширени от местни контрабандисти. Създаден е сложен лабиринт от подземни тунели под Одеса, известни като „катакомби“. Днес те са туристическа атракция, но разходките в тях са опасни, защото не съществуват точни карти на мрежата.
През 1823 – 1824 г. руският поет Александър Пушкин живее в изгнание в Одеса. В своите писма пише, че Одеса е град, в който „можеш да помиришеш Европа. Говори се френски и има европейски вестници и списания за четене.“
Сред най-известните съветски фигури от шоубизнеса са Михаил Жванецки (хуморист) и Роман Карцев (комик). Успехът им през 1970-те години става повод Одеса да бъде наричана „столица на съветския хумор“. По-късно са основани няколко хумористични фестивала.
Известният филм Броненосецът „Потьомкин“ увековечава въстанието в Одеса през 1905 г. и включва сцена, в която стотици руски граждани са убити на огромното каменно стълбище (днес известно като „Стълбите на Потьомкин“). Това е една от най-запомнящите се сцени за тази филмова епоха. В горния край на стъпалата, които водят надолу към пристанището, стои статуя на Ришельо. Истинското клане обаче се извършва на улиците, а не на самите стълби. Филмът кара мнозина да посетят Одеса, за да видят мястото, където е извършено кръвопролитието. Стъпалата продължават да са туристическа атракция в Одеса. Филмът на Сергей Айзенщайн е направен в „Одеската филмова фабрика“ – една от най-старите кино-студии в Русия.

## Образование
- Одеска национална академия „Александър Попов“  Архив на оригинала от 2008-05-02 в Wayback Machine.,  Архив на оригинала от 2008-05-02 в Wayback Machine.
- Одеска национална академия по хранителни технологии
- Одеска национална морска академия
- Одеска национална юридическа академия
- Одески държавен екологичен университет
- Одески държавен икономически университет
- Одески национален морски университет Архив на оригинала от 2008-05-01 в Wayback Machine.
- Одески национален политехнически университет ,
- Одески национален университет „Иля Мечников“
- Аграрна академия – Одеса

## Известни личности
Родени в Одеса
- Исак Бабел (1894 – 1940), писател, драматург и сценарист
- Едуард Багрицки (1895 – 1934) – руски поет, преводач и драматург
- Игор Беланов (р. 1960), футболист
- Ален Боске (1919 – 1998), френски писател
- Игор Ганкевич (1962 – 1990), рокмузикант, основател на групата «Бастион» и съосновател на Одеския рок клуб;[7]
- Ефим Гелер (1925 – 1998), шахматист
- Марк Донской (1901 – 1981), режисьор
- Иля Илф (1897 – 1937), писател
- Валентин Катаев (1897 – 1986), руски и съветски писател, драматург и поет, брат на писателя Евгений Петров
- Спиридон Палаузов (1818 – 1872), историк
- Евгений Петров (1902 – 1942) е псевдонимът на Евгений Петрович Катаев, руски писател-сатирик. Брат на Валентин Катаев
- Леонид Трауберг (1902 – 1990), режисьор
- Леонид Утьосов (1895 – 1982), поп певец, диригент, актьор
- Георгий Флоровски (1893 – 1979), богослов
- Олга Фрайденберг (1890 – 1955), филоложка класичка, сред пионерите на културологията в Русия

Починали в Одеса
- Иван Инзов (1768 – 1845), офицер
- Кириак Костанди, художник
- Иван Мавроди (1911 – 1981), писател
- Менделе Мойхер-Сфорим (1836 – 1917), писател

Българи, свързани с Одеса
- Петър Абрашев (1866 – 1930), политик, следва право през 1887 – 1890
- Васил Априлов (1789 – 1847), просветен деец, живее в града от 1811
- Христо Ботев (1848 – 1876), писател, учи в града през 1863 – 1865
- Георги Вазов (1860 – 1934), офицер, завършва военно училище през 1880
- Иван Вазов (1850 – 1921), писател, живее в града през 1886 – 1889
- Найден Геров (1823 – 1900), просветен деец, учи в града през 1839 – 1845
- Иван Гюзелев (1844 – 1916), просветен деец, завършва математика през 1871
- Васил Друмев (1840 – 1901), духовник, политик и писател, учи в семинарията през 1858 – 1865
- Алеко Константинов (1863 – 1897), писател, завършва право през 1885
- Михаил Маджаров (1854 – 1944), политик, живее в града през 1886 – 1889
- Сава Муткуров (1852 – 1891), офицер и политик, завършва военно училище през 1872
- Данаил Николаев (1852 – 1942), офицер, завършва военно училище през 1875
- Георги Обретенов (1849 – 1876), революционер, учи във военно училище през 1870 – 1875
- Петър Пармаков (1850 – 1876), революционер, завършва военно училище през 1875
- Порфирий Стаматов (1840 – 1925), юрист, завършва право през 1868, дълги години е съдия в града
- Стефан Стамболов (1854 – 1895), политик, учи в семинарията през 1870 – 1872
- Христо Стоянов (1842 – 1895), юрист и политик, учи в гимназията през 1860 – 1863
- Димитър Тончев (1859 – 1937), политик, завършва право през 1883
- Киро Тушлеков (1846 – 1904), просветен деец, учи в града през 1864 – 1867 и 1869 – 1871
- Добри Чинтулов (1822 – 1886), писател, учи в семинарията през 1840-те
- Димитър Филов (1846 – 1887), офицер, завършва военно училище през 1871; учи в семинарията през 1864 – 1866
- Аврам Аврамов (1859 – 1927), офицер, завършва военно училище през 1880
- Атанас Тинтеров (1856 – 1927), просветен деец, завършва математика през 1881

Други личности, свързани с Одеса
- Иван Бунин (1870 – 1953), писател, живее в града през 1917 – 1919
- Юрий Олеша (1899 – 1960), руски и съветски писател, живее в града през 1902 – 1921

## Международни отношения
Побратимени градове

Одеса е побратимен град с:
- Александрия, Египет
- Балтимор, САЩ
- Валенсия, Испания от 13 май 1982 г.
- Ванкувър, Канада от 1944 г.
- Варна, България
- Галац, Румъния (2002)
- Генуа, Италия
- Ереван, Армения
- Истанбул, Турция
- Йокохама, Япония
- Калкута, Индия
- Кишинев, Молдова
- Кюстенджа, Румъния
- Ливърпул, Великобритания
- Лодз, Полша
- Марсилия, Франция
- Никозия, Кипър
- Оулу, Финландия
- Пирея, Гърция
- Регенсбург, Германия
- Сегед, Унгария
- Сплит, Хърватия
- Триполи, Либия
- Хайфа, Израел
- Циндао, Китай

Партньорски градове
- Брест, Беларус
- Валпараисо, Чили
- Виена, Австрия
- Волгоград, Русия
- Гданск, Полша
- Клайпеда, Литва
- Ларнака, Кипър
- Минск, Беларус
- Москва, Русия
- Нинбо, Китай
- Ростов на Дон, Русия
- Санкт Петербург, Русия
- Тбилиси, Грузия
- Таганрог, Русия
- Талин, Естония
- Любляна, Словения

Консулства
- Генерално консулство на Република България[12]
- Генерално консулство на Грузия
- Генерално консулство на Гърция
- Генерално консулство на Китай
- Генерално консулство на Молдова
- Генерално консулство на Полша
- Генерално консулство на Румъния
- Генерално консулство на Русия[13]
- Генерално консулство на Турция
- Почетно консулство на Казахстан
- Почетно консулство на Латвия
- Почетно консулство на Пакистан
- Почетно консулство на Южна Африка

## Други
На Одеса е наречена улица в квартал „Орландовци“ в София (Карта).